# Assemini
Assemini (sard Assèmini) és un municipi italià, situat a la regió de Sardenya i a la Ciutat metropolitana de Càller. L'any 2010 tenia 26.979 habitants. Es troba a la regió de Campidano di Cagliari. Limita amb els municipis de Càller, Capoterra, Decimomannu, Elmas, Nuxis (CI), San Sperate, Santadi (CI), Sarroch, Sestu, Siliqua, Uta i Villa San Pietro.

## Administració
| Període | Identitat   | Partit         |
| ------- | ----------- | -------------- |
| 2005-   | Paolo Mereu | Centreesquerra |